# Sadlno (gromada w powiecie ząbkowickim)
Sadlno – dawna gromada, czyli najmniejsza jednostka podziału terytorialnego Polskiej Rzeczypospolitej Ludowej w latach 1954–1972.
Gromady, z gromadzkimi radami narodowymi (GRN) jako organami władzy najniższego stopnia na wsi, funkcjonowały od reformy reorganizującej administrację wiejską przeprowadzonej jesienią 1954 do momentu ich zniesienia z dniem 1 stycznia 1973, tym samym wypierając organizację gminną w latach 1954–1972.
Gromadę Sadlno z siedzibą GRN w Sadlnie (obecnie w granicach Ząbkowic Śląskich) utworzono – jako jedną z 8759 gromad na obszarze Polski – w powiecie ząbkowickim w woj. wrocławskim, na mocy uchwały nr 33/54 WRN we Wrocławiu z dnia 2 października 1954. W skład jednostki weszły obszary dotychczasowych gromad Sadlno, Tarnów i Strąkowa ze zniesionej gminy Sadlno w tymże powiecie. Dla gromady ustalono 16 członków gromadzkiej rady narodowej.
1 stycznia 1960 do gromady Sadlno włączono obszar zniesionej gromady Braszowice oraz wieś Stolec ze zniesionej gromady Stolec w tymże powiecie.
31 grudnia 1961 do gromady Sadlno włączono wieś Jaworek ze zniesionej gromady Bobolice oraz wieś Sieroszów ze zniesionej gromady Czernczyce w tymże powiecie.
1 stycznia 1970 do gromady Sadlno włączono obszar o powierzchni 469,61 ha z osiedla Kamieniec Ząbkowicki w tymże powiecie.
Gromada przetrwała do końca 1972 roku, czyli do kolejnej reformy gminnej.